# Охаба-де-суб-П'ятре
Охаба-де-суб-П'ятре (рум. Ohaba de sub Piatră) — село у повіті Хунедоара в Румунії. Входить до складу комуни Селашу-де-Сус.
Село розташоване на відстані 273 км на північний захід від Бухареста, 37 км на південь від Деви, 144 км на південь від Клуж-Напоки, 138 км на схід від Тімішоари.

## Населення
За даними перепису населення 2002 року у селі проживали 250 осіб, з них 248 осіб (99,2%) румунів. Усі жителі села рідною мовою назвали румунську.